# 45-mm-Bataillonshaubitze M1929
Die 45-mm-Bataillonshaubitze M1929 (russisch:45-мм батальонная гаубица образца 1929 года) ist ein Infanteriegeschütz der sowjetischen Streitkräfte, das vor dem Zweiten Weltkrieg entwickelt wurde. Durch ihren Einsatz auf Bataillonsebene wird sie auch als Bataillonshaubitze bezeichnet.

## Entwicklung
In den ersten Jahren nach dem russischen Bürgerkrieg verfügte die Rote Armee nur über Geschütze der zaristischen Epoche. Hierzu zählten die 3,7-cm-Infanteriegeschütze vom Typ M1915 Rosenberg und M1917 Maklen. Um diese Geschütze bei den Infanterieverbänden zu ersetzen, wurde die Entwicklung einer Waffe im Kaliber 45-mm beauftragt. Der Ingenieur Franz Franzewitsch Lender (Франц Францевич Лендер), der sich schon während des Ersten Weltkrieges damit beschäftigt hatte, begann im Jahr 1923 als Leiter der Kommission für spezielle Artillerieversuche (ACB KOSARTOP) mit der Arbeit an dieser Waffe. Die Entwicklung war im Sommer 1925 weit fortgeschritten und das Werk Krasny Putilowets wurde am 25. September 1925 beauftragt, nach dem Entwurf einen Prototyp zu fertigen.
Der erste Prototyp wurde als Modell 45-mm-MM-Lender-Kanone bezeichnet, wobei das Kürzel MM für „Малой Мощности“ als mit geringer Mündungsgeschwindigkeit stand. Allerdings wurde auch eine Ausführung BM „большой мощности“ entworfen, bei der mit einer höheren Mündungsgeschwindigkeit gearbeitet wurde, um damit in der Lage zu sein, im gleichen Kaliber Panzerfahrzeuge wirksam bekämpfen zu können. Nachdem jedoch erkannt wurde, dass die Panzerung moderner Fahrzeuge rasant zunahm und Lender 1927 verstorben war, wurde dieses Projekt eingestellt.
Nach der Erprobung wurde das Geschütz als 45-mm-Bataillonshaubitze M1929 eingeführt.

## Produktion
Die Rote Armee bestellte vom Modell M1929, das nach dem Entwurf des Prototyps noch weitere Anpassungen aus der Erprobung heraus erfahren hatte, dann Anfang 1930 eine erste Serie von 130 Stück. Die Produktion verlief langsam doch wurden in den Jahren 1931 bis 1932 immerhin etwa 100 dieser Haubitzen ausgeliefert.

## Technische Beschreibung
Die Bataillonskanone System Lender verfügte über ein Rohr mit vertikalem Keilverschluss. Zu einem Viertel war der Verschluss mit einer Automatik versehen. Es wurde eine Rückstoßbremse verbaut, die Rückstoßkräfte wurden über ein doppelt funktionierendes System mit Hydraulik und Federung abgefangen.
In der ursprünglichen Ausführung verfügte das Geschütz über keinen Schutzschild, ein solcher ist aber bei einem Museumsexemplar vorhanden.

## Einsatz
Als im Jahr 1941 die deutsche Wehrmacht die Sowjetunion angriff, waren die Geschütze immer noch bei den Infanteriebataillonen der Roten Armee zu finden und noch im Jahr 1942 wurde eine neue Schusstabelle für dieses Geschütz an die Truppen herausgegeben.
Es handelte sich jedoch um ein vergleichsweise unspektakuläres Geschütz, welches wenig Beachtung fand, da das Kaliber für den Einsatz als Infanteriegeschütz bei Beginn des deutsch-sowjetischen Konflikts als veraltet gelten durfte.

## 4,5-cm-Infanteriehaubitze 186 (r)
Das Geschütz war auf deutscher Seite vor Beginn des Angriffs auf die Sowjetunion bekannt und wurde dementsprechend bei den Kennblättern fremden Geräts, in diesem Fall in der D 50/4, aufgeführt. Angesichts der geringen Stückzahl und der geringen Leistungsfähigkeit des Geschützes ist eine tatsächliche Verwendung erbeuteter Geschütze nicht dokumentiert.

## Museale Rezeption
Im Internet ist nur das Bild einer 45-mm-Bataillonskanone Modell 1929 zu finden, welches in einem ungenannten Museum neben einem modernen Ständer mit Erläuterungen steht. Es darf also davon ausgegangen werden, dass zumindest ein Exemplar erhalten ist. Es muss sich um ein Ausstellungsstück des Artillerie- und Pioniermuseums in Sankt Petersburg handelt, da der Bodenbelag und der Hintergrund diesem Museum entsprechen. Auch der Ständer mit seiner Beschriftung entspricht anderen Ständern, die auf Fotos eindeutig diesem Museum zuzuordnen sind.